# ادن آزار
ادن میکل والتر آزار (به فرانسوی: Eden Michael Walter Hazard; تلفظ فرانسوی: [edɛn azɑʁ]؛ زادهٔ ۷ ژانویه ۱۹۹۱) بازیکن سابق فوتبال اهل بلژیک است. وی در ۱۰ اکتبر ۲۰۲۳ از فوتبال حرفه‌ای خداحافظی کرد.

## اوایل زندگی
ادن مایکل والتر آزار در ۷ ژانویهٔ ۱۹۹۱ در لا لوویر به دنیا آمد و در برن-لو-کنت بزرگ شد. مادرش کارین و پدرش تیری هر دو بازیکن فوتبال بودند. پدر او بیشتر دوران حرفه‌ای خود را در سطح نیمه حرفه‌ای در لیگ دسته دوم بلژیک گذراند، که عمدتاً در پست هافبک دفاعی بازی می‌کرد. مادرش در پست مهاجم در لیگ دسته اول زنان بلژیک بازی می کرد و زمانی که ادن را سه ماهه باردار بود، از فوتبال خدافظی کرد. پس از بازنشستگی از فوتبال، پدر و مادرش هر دو معلم ورزش شدند. تیری در سال ۲۰۰۹ از سمت خود بازنشسته شد تا زمان بیشتری را به فرزندانش اختصاص دهد.
آزار بزرگترین فرزند از چهار فرزند است. او سه برادر دارد که همگی فوتبال بازی می‌کنند، از جمله تورگان که در سال ۲۰۱۲ به چلسی پیوست. دیگر برادران کوچکتر آزار، کیلیان و اتان هستند. بُتِ آزار، زین‌الدین زیدان، هافبک فرانسوی بود و او را ساعت‌ها در تلویزیون و یا به صورت آنلاین تماشا می‌کرد.

## عملکرد باشگاهی

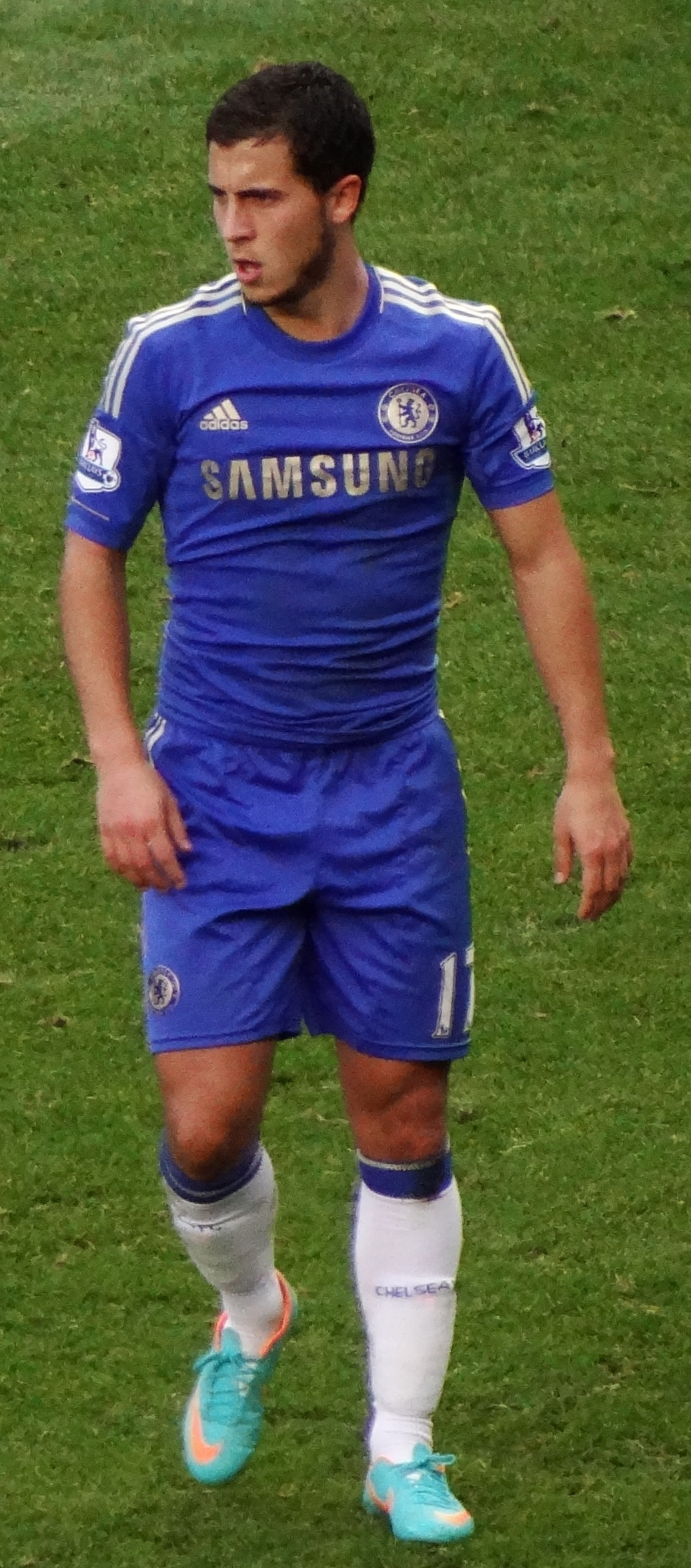
آزار با پیراهن چلسی در سال ۲۰۱۲

### لیل
پس از آن تورنمنت، آزار اولین قرارداد حرفه‌ای خود با لیل را منعقد کرده و وارد تیم رزروهای آن شد. او سپس برای حضور در جام جهانی زیر ۱۷ ساله‌ها راهی کره جنوبی شد و پس از بازگشت، در تاریخ ۱۶ نوامبر ۲۰۰۷، اولین بازی‌اش برای تیم بزرگسالان را انجام داد و در نهایت ۸ روز پس از آن، در لیگ یک هم بازی کرد.
او در فصل ۰۸–۲۰۰۷ معمولاً به عنوان یار تعویضی به کار گرفته می‌شد اما سال پس از آن از سوی رودی گارسیا، به عنوان یکی از اعضای ثابت تیم اول لیل شناخته شد. گل فوق‌العاده تماشایی راه دورش به تیم اوسر در سپتامبر آن فصل علاوه بر این که تبدیل شکست یک به ۲ به پیروزی ۳ بر دوی لیل را پی ریزی کرد، جایگاه آزار در ترکیب ثابت تیم فرانسوی را هم استحکام بخشید.
ادن در فصل ۱۰–۲۰۰۹، سال بسیار خوبی پشت سر گذاشت و یکی از دلایل عمده قرار گرفتن لیل در رده چهارم لو شامپیونه و کسب سهمیه لیگ قهرمانان بود. او سپس در دور یک‌هشتم لیگ اروپا هم درخشید و گل پیروزی تیمش در بازی رفت مقابل لیورپول را به ثمر رساند. او در آن فصل، برای دومین سال پیاپی، به عنوان بهترین بازیکن جوان لیگ یک برگزیده شد و فاصله بسیار کمی با لیساندرو لوپز برای کسب جایزه اصلی فصل داشت.
با این حال، فصل ۱۱–۲۰۱۰، چندان برایش خوب آغاز نشد و هم از سوی باشگاه و هم از سوی تیم ملی، نیمکت‌نشین شد. خودش در این مورد می‌گوید: «باید بگویم تا حدی به استعداد و مهارتم شک کرده بودم ولی دوران سخت و مشکلی پشت سر گذاشتم.» این پایان ماجرای آزار نبود و او در ماه اکتبر جایگاه از دست رفته‌اش را بازپس گرفته و شروع به گلزنی کرد. او در آن فصل به لیل کمک کرد پس از ۶۴ سال در فرانسه دوگانه کند. خود آزار هم به عنوان جوان‌ترین بازیکن تاریخ لیگ یک شناخته شد که جایزه بهترین بازیکن فصل را کسب می‌کند. آزار طی انجام ۱۹۴ بازی برای لیل ۵۰ گل به ثمر رساند.

### چلسی
در ۴ ژوئن ۲۰۱۲ باشگاه چلسی در وبسایت خود خبری مبنی بر قبول شرایط لیل فرانسه برای انتقال آزار منتشر کرد و پس گذراندن توافقات با آزار و انجام معاینات پزشکی آزار به چلسی پیوست.
قهرمانی لیل به معنای فرصت حضور آزار در لیگ قهرمانان بود که در نهایت وی را در تیم فصل کاربران یوفا، نشاند. او همچنین در آن فصل، برای دومین بار بهترین بازیکن لیگ یک لقب گرفت. ادن در ماه مه سال ۲۰۱۲، اولین هت‌تریک دوران ورزشی را مقابل نانسی لورین انجام داد. انتظارات به پایان رسید و او با مبلغی حدود ۳۲ میلیون پوند به قهرمان اروپا، چلسی، پیوست.
او در همان اولین بازی‌اش برای چلسی در دیداری دوستانه گلزنی کرد و در مسابقه اولش در لیگ برتر مقابل ویگان هم دو پاس گل به نام خود ثبت کرد. در واقع ادن توانسته بود به خوبی با آبی پوشان لندنی که در حال گذار بودند، اخت شود و در نهایت مزد زحماتش را با قهرمانی در لیگ اروپا گرفت.
آزار مراحل پیشرفت را تحت نظر سرمربی جدید شیرهای لندن، ژوزه مورینیو، طی کرد و بعد از فصل درخشان ۱۴–۲۰۱۳، به عنوان بهترین بازیکن جوان لیگ برتر هم شناخته شد. او همچنین یکی از ارکان تیم ملی بلژیکی بود که پس از ۱۲ سال جواز حضور در جام جهانی را کسب کرده بود. آزار با پی‌ریزی گل‌های پیروزی کشورش مقابل روسیه و الجزایر، تأثیر خود را در برزیل هم نشان داد.
آزار در فصل ۱۵–۲۰۱۴ به عنوان بهترین بازیکن سال فوتبال انگلیس شد. وی در این فصل ۵۲ بار برای آبی‌های لندن به میدان رفت و موفق شد ۱۹ گل و ۱۳ پاس گل در کارنامه خود ثبت کند تا چلسی قهرمان لیگ برتر انگلیس شود اما در فصل بعد با افت چلسی، ادن هم دچار افت محسوسی شد به طوری که در ۴۰ مسابقه تنها ۴ گل و ۳ پاس گل در کارنامه خود ثبت کرد و چلسی با قرار گرفتن در رتبه دهم جدول از حضور در رقابت‌های اروپایی بازماند.
اما در فصل ۲۰۱۶–۱۷ چلسی با ۲۷ هفته صدرنشینی و کسب ۹۳ امتیاز قهرمان لیگ برتر انگلیس شد. ادن در این فصل در ۴۰ مسابقه ۱۶ گل و ۶ پاس گل به ثمر رساند و بهترین گلزن تیم چلسی شد. در فصل ۲۰۱۷–۱۸ هم با ۱۶ گل و ۷ پاس گل در ۴۶ بازی بهترین گلزن تیم چلسی شد ولی از حضور در لیگ قهرمانان اروپا بازماند.
وی در فصل ۲۰۱۸–۱۹ نیز بازی قابل توجهی به نمایش گذاشت و با ۲۱ گل و ۱۵ پاس گل در ۵۰ بازی و همچنین رتبه سوم با چلسی در لیگ برتر و قهرمانی در لیگ اروپا یکی از مهره‌های کلیدی چلسی و برترین بازیکنان فصل در لیگ اروپا و لیگ برتر لقب گرفت. وی همچنین بهترین دریبل زن این فصل شد و بعد از آن لیونل مسی در رتبه دوم قرار گرفت. وی آمار ۶۲ درصد دریبل موفق را به جای گذاشت در حالی که مسی فقط ۴۹ درصد دریبل‌هایش موفق بود. وی یکی از بهترین بازیکنان لیگ اروپا ۲۰۱۸–۱۹ بود.

### رئال مادرید
در ۷ ژوئن ۲۰۱۹، باشگاه رئال مادرید در وبگاه خود اعلام کرد که آزار برای فصل ۲۰۲۰–۲۰۱۹ با آنها قرارداد امضا خواهد کرد. او قراردادی را تا ۳۰ ژوئن ۲۰۲۴ با مبلغ ۱۰۰ میلیون یورو امضا کرد که ممکن است به دلیل هزینه‌های اضافی به ۱۴۶٫۱ میلیون یورو افزایش یابد، قراردادی به ارزش ۴۰۰۰۰۰ پوند در هفته.
وی اولین گلش برای رئال مادرید را در برابر گرانادا به ثمر رساند. وی در پایان فصل ۲۰–۲۰۱۹ آمار ۱ گل و ۷ پاس گل در تمامی رقابت‌های از خود به جا گذاشت. او به دلیل مصدومیت‌های متعدد بازی‌های بسیار زیادی را برای این تیم از دست داده است.

## سبک بازی
از مشخصات بارز ادن آزار می‌توان سبک هجومی بازی و مهارت‌های بالای دریبل‌زنی‌اش را نام برد. سبک بازی او توسط بسیاری از بزرگان فوتبال تحسین شده است.

## عملکرد ملی
نمایش‌های رضایت بخش آزار در لیل از دیدگاه سرمربی تیم ملی بلژیک، رنه فاندریکن، هم دور نماند که در آن زمان در صحبت‌هایی گفته بود: «ادن بسیار مستعد بوده و لایق دعوت به تیم ملی است.» در ۱۸ نوامبر ۲۰۰۸، آزار ۱۷ ساله اولین دیدار ملی‌اش را مقابل لوکزامبورگ انجام داد. پس از آن هم، در اوت همان سال تحت نظر دیک آتفوکات، به عنوان یکی از مهم‌ترین اعضای تیم شناخته شد و مسئولیت‌های بیشتری به وی عطا شد. وی در جام جهانی ۲۰۱۸ نیز با درخشش توانست با بلژیک سوم شود. او همچنین کاپیتان تیم ملی بلژیک است.

## آمار باشگاهی
تا تاریخ ۱۳ مه ۲۰۲۳
| باشگاه            | فصل               | لیگ  | لیگ | جام  | جام | اروپا | اروپا | دیگر | دیگر | مجموع | مجموع |
| باشگاه            | فصل               | بازی | گل  | بازی | گل  | بازی  | گل    | بازی | گل   | بازی  | گل    |
| ----------------- | ----------------- | ---- | --- | ---- | --- | ----- | ----- | ---- | ---- | ----- | ----- |
| لیل               | ۲۰۰۷–۲۰۰۸         | ۴    | ۰   | ۰    | ۰   | _     | _     | _    | _    | ۴     | ۰     |
| لیل               | ۲۰۰۸–۲۰۰۹         | ۳۰   | ۴   | ۵    | ۲   | _     | _     | _    | _    | ۳۵    | ۶     |
| لیل               | ۲۰۰۹–۲۰۱۰         | ۳۷   | ۵   | ۳    | ۱   | ۱۲    | ۴     | _    | _    | ۵۲    | ۱۰    |
| لیل               | ۲۰۱۱–۲۰۱۰         | ۳۸   | ۷   | ۷    | ۵   | ۹     | ۰     | _    | _    | ۵۴    | ۱۲    |
| لیل               | ۲۰۱۲–۲۰۱۱         | ۳۸   | ۲۰  | ۴    | ۱   | ۶     | ۰     | ۱    | ۱    | ۴۹    | ۲۲    |
| مجموع لیل         | مجموع لیل         | ۱۴۷  | ۳۶  | ۱۹   | ۹   | ۲۷    | ۴     | ۱    | ۱    | ۱۹۴   | ۵۰    |
| چلسی              | ۲۰۱۳–۲۰۱۲         | ۳۴   | ۹   | ۱۱   | ۳   | ۱۳    | ۱     | ۴    | ۰    | ۶۲    | ۱۳    |
| چلسی              | ۲۰۱۳–۲۰۱۴         | ۳۵   | ۱۴  | ۴    | ۰   | ۹     | ۲     | ۱    | ۱    | ۴۹    | ۱۷    |
| چلسی              | ۲۰۱۴–۲۰۱۵         | ۳۸   | ۱۴  | ۷    | ۲   | ۷     | ۳     | _    | _    | ۵۲    | ۱۹    |
| چلسی              | ۲۰۱۵–۲۰۱۶         | ۳۱   | ۴   | ۳    | ۲   | ۸     | ۰     | ۱    | ۰    | ۴۳    | ۶     |
| چلسی              | ۲۰۱۶–۲۰۱۷         | ۳۶   | ۱۶  | ۷    | ۱   | _     | _     | _    | _    | ۴۳    | ۱۷    |
| چلسی              | ۲۰۱۷–۲۰۱۸         | ۳۴   | ۱۲  | ۹    | ۲   | ۸     | ۳     | ۰    | ۰    | ۵۱    | ۱۷    |
| چلسی              | ۲۰۱۸–۲۰۱۹         | ۳۷   | ۱۶  | ۷    | ۳   | ۸     | ۲     | ۰    | ۰    | ۵۲    | ۲۱    |
| مجموع چلسی        | مجموع چلسی        | ۲۴۵  | ۸۵  | ۴۸   | ۱۳  | ۵۳    | ۱۱    | ۶    | ۱    | ۳۵۲   | ۱۱۰   |
| رئال مادرید       | ۲۰۱۹–۲۰۲۰         | ۱۶   | ۱   | ۰    | ۰   | ۶     | ۰     | ۰    | ۰    | ۲۲    | ۱     |
| رئال مادرید       | ۲۰۲۰–۲۰۲۱         | ۱۴   | ۳   | ۱    | ۰   | ۵     | ۱     | ۱    | ۰    | ۲۱    | ۴     |
| رئال مادرید       | ۲۰۲۱–۲۰۲۲         | ۱۸   | ۰   | ۲    | ۱   | ۳     | ۰     | ۰    | ۰    | ۲۳    | ۱     |
| رئال مادرید       | ۲۰۲۲–۲۰۲۳         | ۶    | ۰   | ۱    | ۰   | ۳     | ۱     | ۰    | ۰    | ۱۰    | ۱     |
| مجموع رئال مادرید | مجموع رئال مادرید | ۵۴   | ۴   | ۴    | ۱   | ۱۷    | ۲     | ۱    | ۰    | ۷۶    | ۷     |
| مجموع آمار        | مجموع آمار        | ۴۴۶  | ۱۲۵ | ۷۱   | ۲۳  | ۹۷    | ۱۷    | ۸    | ۲    | ۶۲۲   | ۱۶۷   |

### آمار پاس گل
| فصل       | تیم        | پاس گل |
| --------- | ---------- | ------ |
| ۲۰۰۷–۲۰۰۸ | لیل        | ۰      |
| ۲۰۰۸–۲۰۰۹ | لیل        | ۴      |
| ۲۰۰۹–۲۰۱۰ | لیل        | ۱۳     |
| ۲۰۱۰–۲۰۱۱ | لیل        | ۱۳     |
| ۲۰۱۱–۲۰۱۲ | لیل        | ۲۲     |
| ۲۰۱۲–۲۰۱۳ | چلسی       | ۲۴     |
| ۲۰۱۳–۲۰۱۴ | چلسی       | ۱۰     |
| ۲۰۱۴–۲۰۱۵ | چلسی       | ۱۳     |
| ۲۰۱۵–۲۰۱۶ | چلسی       | ۸      |
| ۲۰۱۶–۲۰۱۷ | چلسی       | ۷      |
| ۲۰۱۷–۲۰۱۸ | چلسی       | ۱۳     |
| ۲۰۱۸–۲۰۱۹ | چلسی       | ۱۷     |
| ۲۰۱۹–۲۰۲۰ | رئال‌مادرید | ۷      |
| ۲۰۲۰–۲۰۲۱ | رئال‌مادرید | ۲      |
| مجموع     | مجموع      | ۱۵۳    |

## افتخارات

### باشگاه
لیل
- لیگ ۱: ۲۰۱۱–۲۰۱۰
- جام حذفی فوتبال فرانسه: ۲۰۱۱

چلسی
- لیگ اروپا: ۲۰۱۳–۲۰۱۲، ۲۰۱۸–۲۰۱۹
- لیگ برتر انگلستان :۲۰۱۴–۲۰۱۵، ۲۰۱۶–۲۰۱۷
- جام اتحادیه فوتبال انگلستان :۲۰۱۴–۲۰۱۵
- جام حذفی فوتبال انگلستان :۲۰۱۷–۲۰۱۸

#### رئال مادرید
- لالیگا: ۲۰۱۹–۲۰۲۰، ۲۰۲۱–۲۰۲۲
- سوپر جام فوتبال اسپانیا: ۲۰۱۹، ۲۰۲۱

لیگ قهرمانان اروپا ۲۰۲۲
سوپر جام اروپا۲۰۲۲
- جام باشگاه‌های جهان:۲۰۲۲

کوپا دل ری ۲۰۲۲–۲۰۲۳
ملی
- جام جهانی: ۲۰۱۸ سوم

### فردی
- جایزه براوو: ۲۰۱۱
- بهترین بازیکن سال لیگ ۱: ۲۰۱۰–۲۰۱۱، ۲۰۱۱–۲۰۱۲
- بهترین بازیکن جوان سال لیگ ۱: ۲۰۰۸–۲۰۰۹، ۲۰۰۹–۲۰۱۰
- بهترین بازیکن ماه لیگ ۱: مارس ۲۰۱۰،[۱۷] مارس ۲۰۱۱،[۱۸] مارس ۲۰۱۲
- بهترین بازیکن سال لیگ برتر انگلیس: ۲۰۱۴–۲۰۱۵
- بهترین بازیکن لیگ اروپا: ۲۰۱۹–۲۰۱۸
- تیم سال یوفا: ۲۰۱۹